# Le Tablier
 Le Tablier  es una población y comuna francesa, en la región de Países del Loira, departamento de Vendée, en el distrito de La Roche-sur-Yon y cantón de La Roche-sur-Yon-Sud.

## Demografía
| 454 | 397 | 330 | 362 | 393 | 468 |
| Para los censos de 1962 a 1999 la población legal corresponde a la población sin duplicidades (Fuente: INSEE [Consultar]) |     |     |     |     |     |